# Alépé (underprefektur)
Alépé är en underprefektur i Elfenbenskusten. Den ligger i departementet med samma namn, i den sydöstra delen av landet, 230 km sydost om huvudstaden Yamoussoukro.